# Ионизационное охлаждение
Ионизационное охлаждение — метод охлаждения пучков тяжёлых заряженных частиц в ускорителях, то есть сокращение поперечных импульсов частиц (эмиттанс пучка). Впервые предложен советскими физиками Г. Будкером и А. Скринским в 1970 году для проекта мюонного коллайдера.

## Принцип
Идея метода заключается в создании силы трения для заряженной частицы высокой энергии при её прохождении через вещество за счёт его ионизации. Пучок пропускается сквозь мишень необходимой плотности, трение действует против импульса частицы, сокращая все его компоненты. Если компенсировать потери в последующей ускоряющей секции лишь в продольном направлении, происходит сокращение поперечных компонент импульсов. Аналогичным образом происходит охлаждение пучков за счёт радиационного затухания и методом электронного охлаждения, отличается лишь механизм создания силы трения. Метод ионизационного охлаждения можно использовать лишь для тяжёлых частиц, которые при взаимодействии с лёгким электроном в акте ионизации не отклоняются на большие углы и отдают лишь малую долю энергии. Тем не менее, даже тяжёлые частицы нельзя охладить методом ионизационного охлаждения в циклическом ускорителе из-за упругого кулоновского многократного рассеяния, создающего процесс, обратный охлаждению — диффузию.

## Мюонные коллайдеры
Наиболее подходящими частицами для применения ионизационного охлаждения являются мюоны. Идея мюонных коллайдеров очень привлекательна для экспериментов по физике элементарных частиц в области сверхвысоких энергий, поскольку мюон, в отличие от адронов, является бесструктурной частицей, при этом намного тяжелее электрона, и не теряет огромное количество энергии на синхротронное излучение. Однако, мюон имеет очень малое время жизни 2.2 мкс, что нивелируется только быстрым его ускорением и релятивистским замедлением времени. И получение мюонного пучка (распад пионов, полученных сбросом на мишень протонного пучка) достаточной интенсивности возможно лишь в большом фазовом объёме. Таким образом, необходимо очень быстро охладить и ускорить пучок мюонов. Причём единственным методом охладить пучок достаточно быстро является ионизационное охлаждение. Эксперименты на мюонных коллайдерах предложены в начале 1970-х А. Скринским и D. Neuffer, однако до сих пор не реализованы.

## Экспериментальная проверка
Для проверки принципов ионизационного охлаждения в лаборатории Резерфорда-Эплтона, в Великобритании, проводится эксперимент MICE (Muon Ionization Cooling Experiment). Первые результаты, доказавшие работоспособность метода, продемонстрировавшие сокращение эмиттанса пучка мюонов, опубликованы в 2020 году.